# استاراس
استاراس (به اسپانیایی: Estarás) یک منطقهٔ مسکونی در اسپانیا است که در سگرا واقع شده‌است. استاراس ۲۱٫۰ کیلومتر مربع مساحت دارد.